# میر بیزنس بانک
میر بیزنس بانک (ملی ایران سابق) یک بانک روسی با مشارکت ۱۰۰ درصدی سرمایه خارجی است. مؤسس و تنها سهامدار آن بانک ملی ایران (تهران) است. که ۱۰۰ درصد از سهام آن را در اختیار دارد. بانک میر بیزینس در ژانویه ۲۰۰۲ به ثبت رسید و در ۱۵ آوریل (شماره ۳۳۹۶) مجوز عملیات بانکی را از بانک مرکزی روسیه دریافت کرد. این بانک در آستاراخان شعبه دارد و قصد دارد یک شعبه دیگر در کازان افتتاح کند. قرار بود در مهرماه ۱۳۹۶ این بانک با سامانه بانکی شتاب ادغام شود. در نوامبر ۲۰۱۸، این بانک در میان موسسات مالی در لیست تحریم‌های خزانه داری ایالات متحده قرار گرفت.
در اردیبهشت ۱۴۰۴ مجوز تأسیس نخستین شعبه این بانک روسی در کشور صادر شد. 

## ژورنال
- Faucon, Benoît (2012-12-11). "U.S. Warns Russia on Iranian Bank". Wall Street Journal (به انگلیسی). Retrieved 2019-01-23.
- Mindock, Clark (2018-11-20). "US imposes 'expanded' Iran sanctions for coordinating with Russia to provide oil to Syria". The Independent (به انگلیسی). Retrieved 2018-11-20.
- Danilova, Maria (2018-11-20). "US sanctions firms in Iran, Russia for shipping oil to Syria". ABC4 Utah / Good4Utah.com (به انگلیسی). Archived from the original on 21 November 2018. Retrieved 2018-11-20.